# Espartza-Zaraitzu
Espartza Zaraitzu (cooficialment en castellà Esparza de Salazar) és un municipi de Navarra, a la comarca de Roncal-Salazar, dins la merindad de Sangüesa.

## Topònim
La localitat s'ha denominat oficialment de forma tradicional Esparza, encara que de forma informal solia anomenar-se-la Esparza de Salazar per a distingir-la de l'altra localitat homònima existent a Navarra, Esparza del municipi de Galar. En la dècada de 1990 es va adoptar finalment la denominació oficial de Esparza de Salazar. Finalment en 2006 es va adoptar oficialment la denominació bilingüe Esparza de Salazar/Espartza Zaraitzu. Espartza és com es pronuncia el nom en llengua basca i Zaraitzu és el nom basc de la Vall de Salazar. El nom Espartza sembla provenir de l'euskera, ja que les dues localitats navarreses denominades Esparza estan en la zona històricament bascòfona de Navarra i la terminació -tza (el nom basc dels pobles és Espartza) sol ser un sufix abundancial molt habitual en aquesta llengua. No obstant això, no està tan clar com és el significat del terme espar del que suposadament el topònim indicaria gran abundància. S'han proposat diverses etimologies: espartzu (Stipa tenacissima), ezpara (tàvec) i espar (paraula local que denomina a l'estaca que s'utilitza per a subjectar les vinyes).

## Demografia
| Evolució demogràfica                                         | Evolució demogràfica | Evolució demogràfica | Evolució demogràfica | Evolució demogràfica | Evolució demogràfica | Evolució demogràfica | Evolució demogràfica | Evolució demogràfica | Evolució demogràfica | Evolució demogràfica |
| 1996                                                         | 1998                 | 1999                 | 2000                 | 2001                 | 2002                 | 2003                 | 2004                 | 2005                 | 2006                 | 2007                 |
| ------------------------------------------------------------ | -------------------- | -------------------- | -------------------- | -------------------- | -------------------- | -------------------- | -------------------- | -------------------- | -------------------- | -------------------- |
| 122                                                          | 116                  | 121                  | 115                  | 108                  | 104                  | 102                  | 102                  | 100                  | 98                   | 103                  |
| Fonts: Espartza-Zaraitzu i Institut d'Estadística de Navarra |                      |                      |                      |                      |                      |                      |                      |                      |                      |                      |

## Personatges il·lustres
- Simeó de Guinda i Apeztegui: bisbe d'Urgell i copríncep d'Andorra 1714-1737.